# کارگالی (بسنی)
کارگالی (به ترکی استانبولی: Kargalı) یک منطقهٔ مسکونی در ترکیه است که در بسنی واقع شده‌است.